# Cranendonck
Cranendonck  è una municipalità dei Paesi Bassi di 20 344 abitanti situata nella provincia del Brabante Settentrionale.